# Rue Musin
Pour les articles homonymes, voir Musin.
La rue Musin (en néerlandais : Musinstraat) est une rue bruxelloise de la commune de Saint-Josse-ten-Noode qui va de la rue Botanique à la rue Godefroid de Bouillon.
Elle s'appelait précédemment rue du Gastronome mais fut rebaptisée en l'honneur du peintre François Musin (1820-1888) en 1888.